# Dobře to dopadlo aneb Tlustý pradědeček, lupiči a detektývové
Dobře to dopadlo aneb Tlustý pradědeček, lupiči a detektývové je zpěvohra o dvou dějstvích Jaroslava Křičky (op. 56) podle stejnojmenné pohádky Josefa Čapka. Premiéra se uskutečnila v pražském Národním divadle 29. prosince 1932 v podání jeho činoherního souboru.

## Osoby a první obsazení

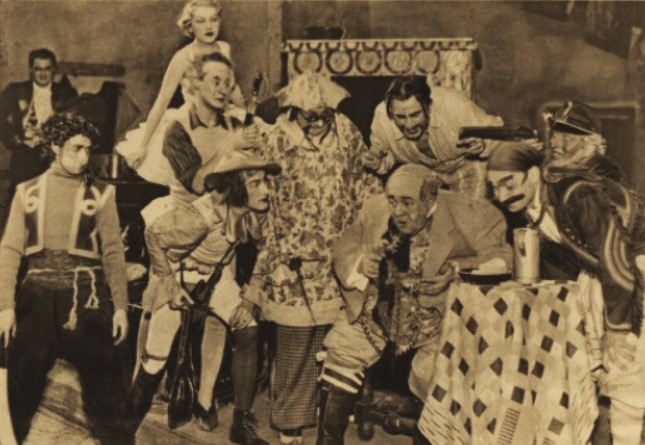
Saša Rašilov (vpředu) v roli tlustého pradědečka (Národní divadlo 1932)

- Tlustý pradědeček – Saša Rašilov starší
- Lotrando – Otto Rubík
- Kokotička – Jiřina Šejbalová
- Dynamit – Vladimír Žďárský
- Dynamit – Jaroslav Průcha
- Hmaták – Ladislav Boháč
- Hrdlořez – Adolf Horálek
- Chramostejl – Karel Kolár
- Krvavý Jíra – František Roland
- Kudlich – Stanislav Neumann
- Veliký Šibal – Ladislav Pešek
- Kniha – Jiřina Štěpničková
- Lord Havelock – Karel Hruška
- Baba šenkýřka – Lola Skrbková
- Sherlock Holmes – Karel Jelínek
- Stuart Webbs – Oldřich Ševců
- Joe Deebs – Vladimír Žďárský
- Higgs – Josef Nebeský
- Lutz – Eduard Blažek
- Leblac – Kamil Blahovec
- Pitts – František Velebný[3]

## Obsah díla
Humoristický příběh vypráví o 95letém „kulaťačkém a červeňoučkem“ pradědečkovi, který je zrovna venku, když se spustí velký nečas a tak se rozhodně zajít do hospody. Zpívá si přitom veselou písničku „Doma kdo má, to co mám já, ať zazpíva aleleju…“ V hospodě si udělá pohodlíčko, dá si pár syrečků a džbánek piva a pozoruje přitom ostatní hosty, jak si objednávají jedno bizarní jídlo za druhým. Nakonec se ukáže, že ti hosti jsou loupežníci a mají zde svůj maškarní ples. Na scéně se objeví mladá slečinka, která se snaží pradědečka přimět, aby si s ní šel zatancovat. V hospodě zní polka a další divoký tanec. Pradědeček s díky odmítne, ale když nožku slečinky označí za „vrabce“, urazí ji. Okamžitě se jí zastane  náčelník loupežnické bandy Lotrando a začne pradědečkovi vyhrožovat. Ten se jich ale nelekne a říká loupežníkům, že chce být jejich kamarád. Tvrdí jim přitom, že není tlustý pradědeček, ale že se za něj jen přestrojil a sám je přitom slavný zloděj a vrah Velevrah, který „zapíchl“ 60 mužů, 30 žen a 15 dětí. Když mu ale loupežníci začnou pro změnu říkat, že nejsou loupežníci ale detektivové, on jim zase tvrdí, že se za vraha jen vydával a že je slavný anglický detektiv. Když se z oné hospodské chásky přece jen vyklubají loupežníci, začnou pradědečkovi dávat lekce zlodějství. Nakonec jej čeká závěrečná zkouška, kdy se má neslyšně dostat z místnosti, ale vůbec se mu to nepodaří. V hospodě se nakonec objeví četníci a pradědeček je zachráněn a může si nakonec zazpívat: „prababičko, já tě mám rád, tys mé potěšení, jaké jiné není.“

## Knižní podoba díla
U příležitosti uvedení zpěvohry vyšel její text ve stejném roce i knižně a to s ilustracemi na obálce od samotného autora textu. Roku 1933 vydaly Hudební matice a nakladatelství František Borový také klavírní výtah zpěvohry.

## Zajímavost
Samotná Čapkova pohádka se stalo předlohou i stejnojmenné televizní pohádky režisérky Věry Jordanové. Hudbu k ní však složil jiný český skladatel Otmar Mácha.

## Nahrávka
Místo a rok nahrávky: Brno, 1963, Rok vydání: 2016, Vydavatel: Český rozhlas, Distributor: Radioservis a.s.